# Taborkirche (Freudenstadt)

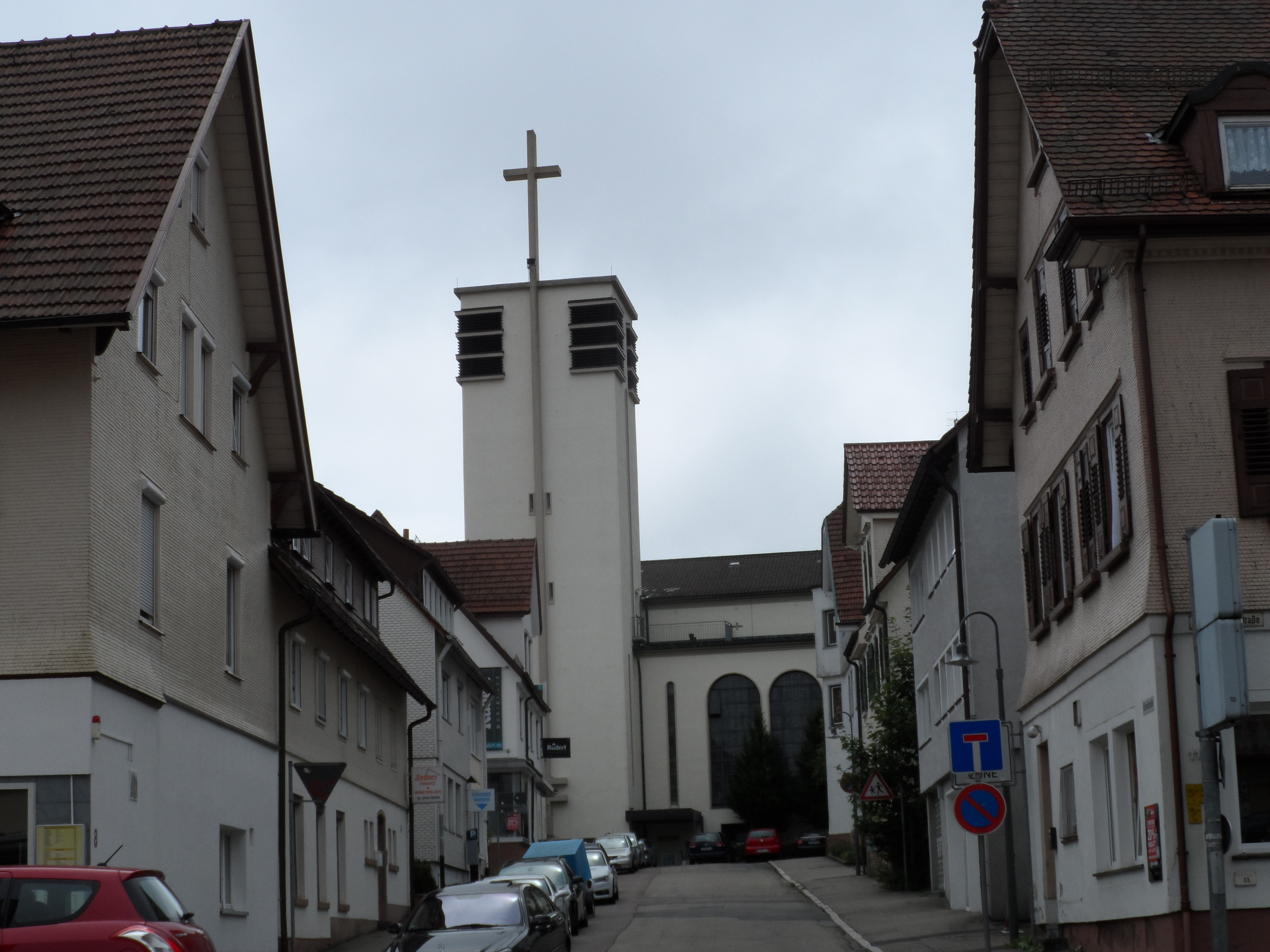
Taborkirche Freudenstadt

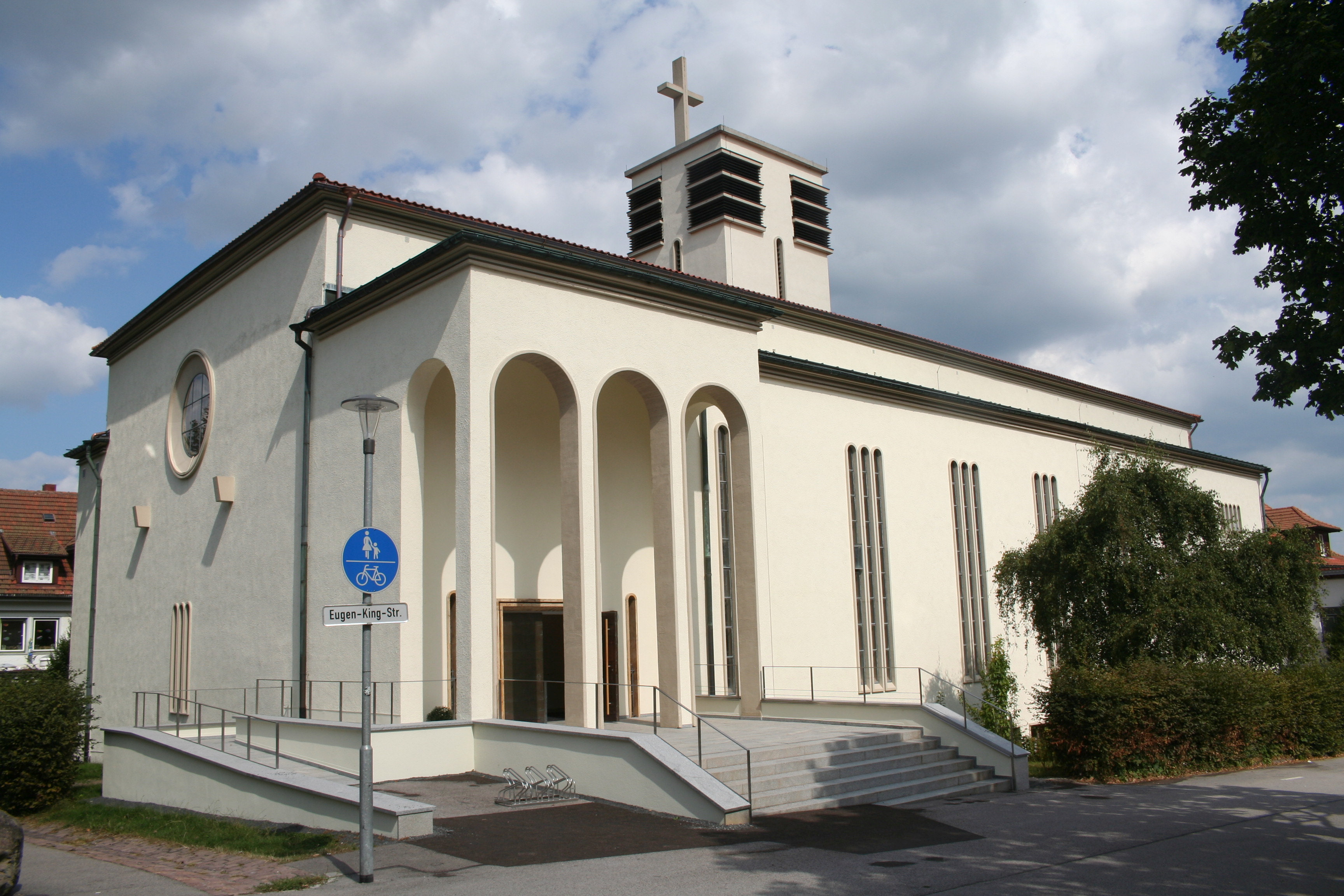
Taborkirche Freudenstadt

Die Taborkirche in Freudenstadt (Nordschwarzwald) ist eine 1931 erbaute römisch-katholische Kirche. Eigentlich heißt die Kirche „Christi Verklärung“, aber in der Öffentlichkeit hat sich der Name Taborkirche durchgesetzt, weil sich nach dem Zeugnis der Evangelien die „Verklärung Christi“ auf dem Berg Tabor zugetragen hat.

## Geschichte
Die Taborkirche war Ersatz für die kleine Kirche Peter und Paul, die der 1859 gegründeten kleinen katholischen Pfarrei Freudenstadts und den Kurgästen als Gottesdienstraum gedient hatte, aber zu klein geworden war. Der Entschluss für den Bau einer neuen Kirche fiel 1928. Mit der Planung wurde der Architekt Otto Linder  beauftragt. In den Jahren 1930/1931 wurde das Gebäude errichtet und am 16. August 1931 wurde die Kirche geweiht. Vier Glocken wurden drei Jahre später angeschafft, aber 1942 zu Kriegszwecken wieder eingezogen. Den Freudenstädter Feuersturm am Ende des Zweiten Weltkriegs hatte die Taborkirche unbeschadet überstanden und konnte somit nach dem Kriegsende auch den evangelischen Christen vorübergehend zur Verfügung stehen, deren Stadtkirche weitgehend zerstört war.
Zu Beginn der 1970er Jahre wurde die Kirche gründlich renoviert und dabei auch den neueren liturgischen Entwicklungen nach dem Zweiten Vatikanischen Konzil angepasst (zum Beispiel wurde der Altar näher an das Kirchenschiff und den Bereich der Gläubigen gerückt). Dabei wurden einige planerische Gedanken des Architekten missachtet, etwa durch den Einzug einer Decke, was die Raumwirkung veränderte. Eine weitere Sanierung 2016 machte einige der Eingriffe der 1970er Jahre wieder rückgängig, und die Kirche wurde auch technisch ertüchtigt (Elektrik, Heizung, Lüftung). Ein neuer Altar wurde vom Rottenburger Bischof Gebhard Fürst geweiht.

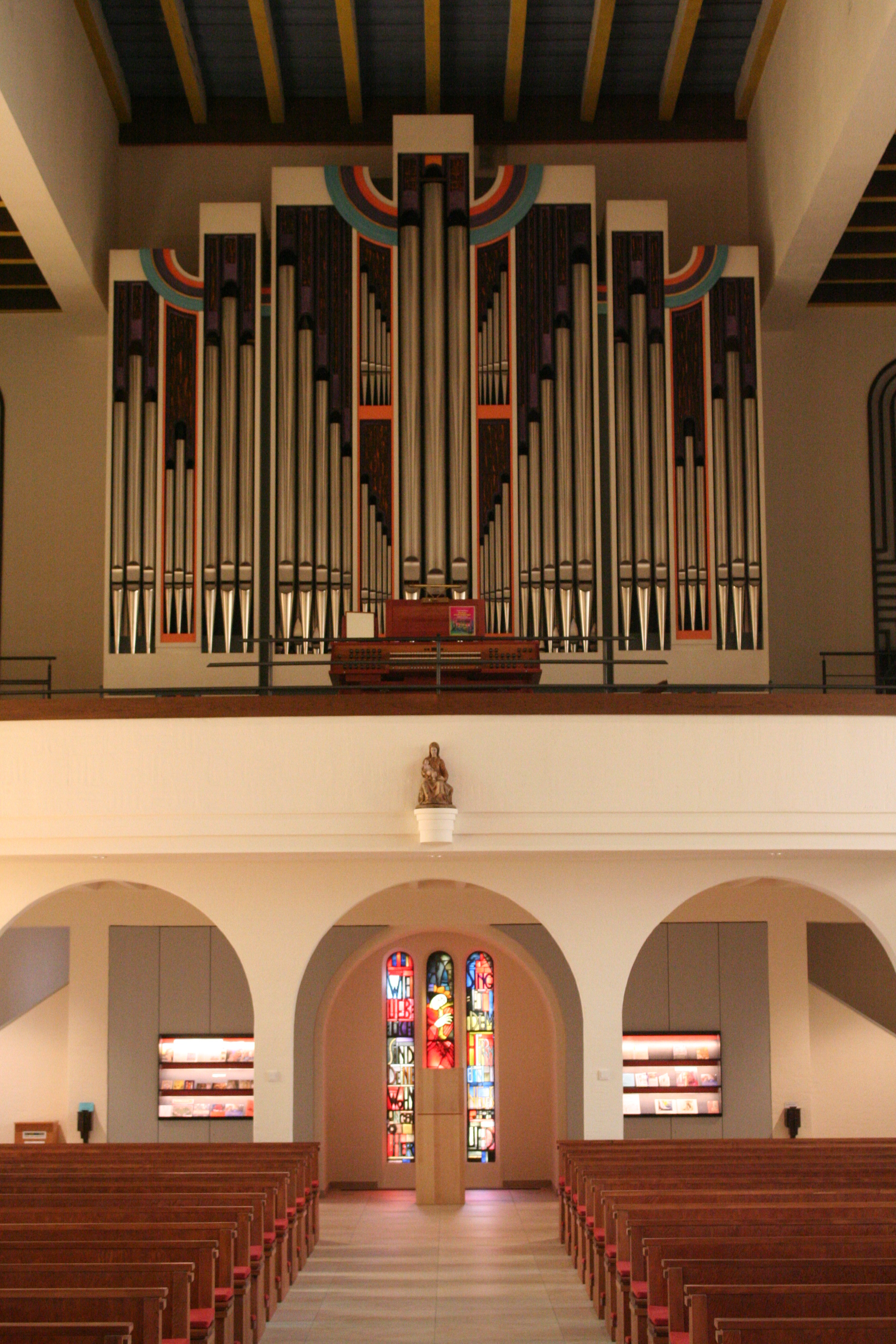
Rieger-Orgel

1994 erhielt die Taborkirche eine neue Orgel der Werkstatt Rieger Orgelbau. Das Instrument verfügt über 42 Register auf drei Manualen und Pedal.

## Beschreibung
Der nordöstlich ausgerichtete schlichte basilikaförmige Bau ist mit einem Walmdach gedeckt. Lediglich der nahezu quadratische Turm, der im vorderen Teil der Kirche in den Baukörper eingeschnitten ist, lässt mit flachem Dach und quer um die Ecken angeordneten Schallöffnungen im oberen Bereich erkennen, dass es sich hier um ein Bauwerk des so genannten „Neuen Bauens“ handelt. Der Haupteingang unter einer Vorhalle ist hinten an der Längsseite der Kirche zur Straße hin angeordnet. An der Rückwand der Kirche befindet sich die Empore.

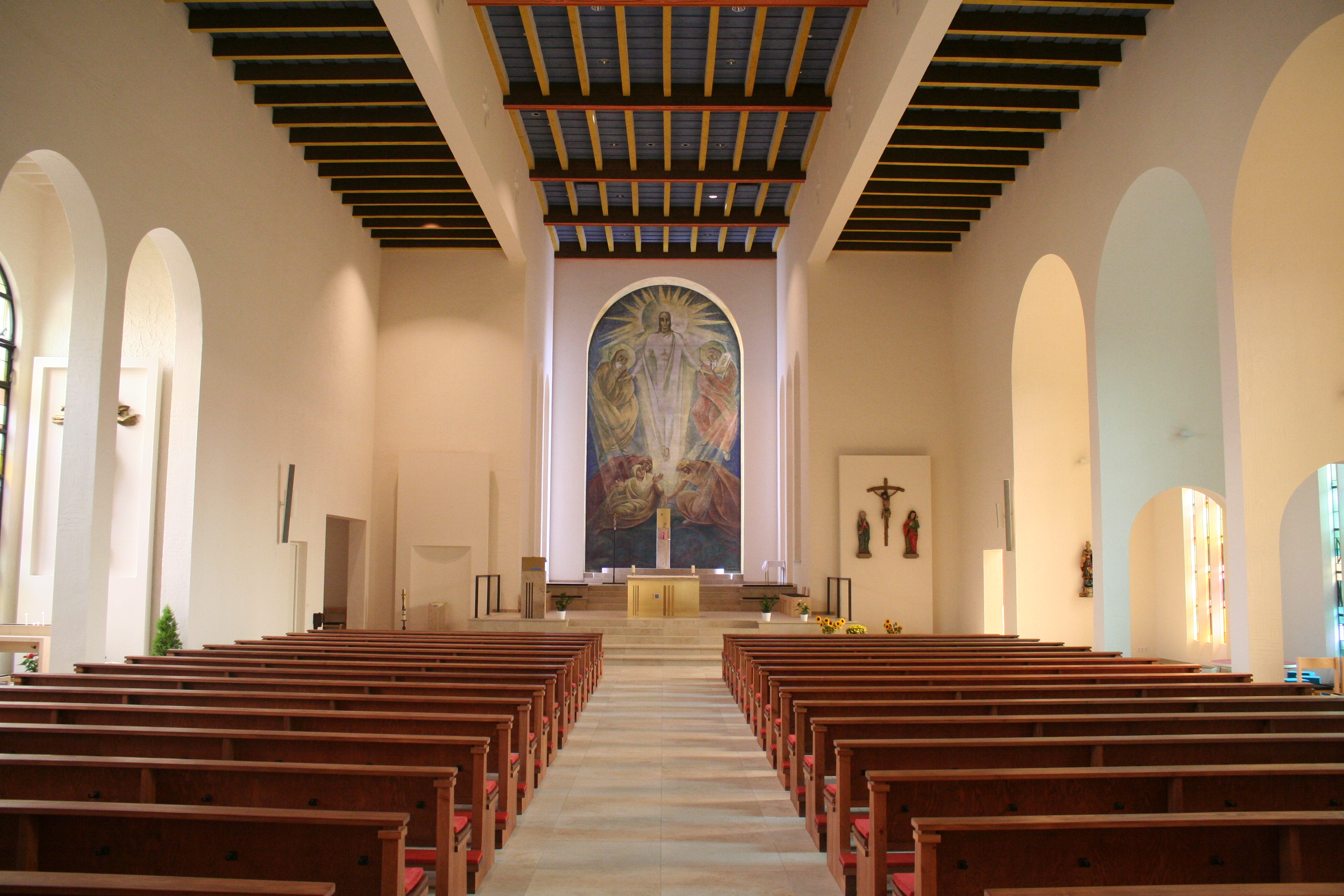
Innenraum

Das Kirchenschiff ist auf den eingezogenen Chor ausgerichtet. Die schmalen Seitenschiffe sind durch Arkadenbögen vom Mittelschiff getrennt. Auf der Stirnwand des Chores ist ein raumhohes Gemälde der Künstlerin Maria Hiller-Foell (1880–1943) – einer Schülerin von Adolf Hölzel – zu sehen. Es zeigt, von einem Rundbogen eingefasst, die Verklärung Christi, das Thema, welches der Kirche ihren Namen gab. Der 2019 eingefügte Kreuzweg stammt von der Künstlerin Michaela A. Fischer.

## Nachweise
1. ↑  Rieger Orgelbau: Freudenstadt (D) Katholische Taborkirche – Disposition und Abbildung (vor der Renovierung 2016) – PDF 451,79 KB, abgerufen am 10. April 2020
2. ↑  Diözesanmuseum Rottenburg: via crucis – Zum Kreuzweg in der Taborkirche Freudenstadt; Kreuzweg-online der Taborkirche Freudenstadt – Zum Sehen, Hören und Meditieren über die Website der Katholischen Kirche Freudenstadt

Koordinaten: 48° 27′ 36″ N, 8° 24′ 42″ O